# Valentín Reynoso Hidalgo
Valentín Reynoso Hidalgo, M.S.C. (Nagua, provincia María Trinidad Sánchez, 16 de diciembre de 1942) es un obispo católico dominicano, miembro de la Congregación de los Misioneros del Sagrado Corazón. Es obispo titular de Mades y auxiliar emérito de la Arquidiócesis de Santiago de los Caballeros.

## Biografía
Valentín Reynoso Hidalgo, conocido como el Padre Plinio, nació en la comunidad de El Guayabo, Nagua, el 16 de diciembre de 1942. Hijo de Ramón Reynoso Duarte y María Altagracia Hidalgo García. 
Sus estudios primarios los realizó en El Guayabo (1958-1959) y en San José de las Matas (1961-1962). Ingresó al Seminario Menor de San José de las Matas, con los Misioneros del Sagrado Corazón, el 18 de septiembre de 1961. Luego, en Santiago de los Caballeros obtiene la Licenciatura en Filosofía por la Pontificia Universidad Católica Madre y Maestra y después, en Santo Domingo, la Licenciatura en Ciencias Religiosas del Seminario Pontificio Santo Tomás de Aquino. 
Entre 1971-1972 hace el noviciado. Su primera profesión religiosa la hizo el 8 de septiembre de 1972 y la profesión perpetua el 8 de septiembre de 1975.
Más adelante, realiza la Licenciatura en Educación, mención Orientación Escolar, en la Pontificia Universidad Católica Madre y Maestra (1976-1980), y dos años más tarde, viaja a Roma, donde obtiene la Licenciatura en Espiritualidad, en la Pontificia Universidad Gregoriana (1982-1983). 
El 14 de septiembre de 1975 fue ordenado diácono transitorio en La Vega y el 8 de noviembre del mismo año, fue ordenado presbítero, en Nagua.
El 22 de octubre de 2007, el papa Benedicto XVI lo nombra Obispo Auxiliar de Santiago de los Caballeros. Fue consagrado por Monseñor Ramón Benito de la Rosa y Carpio, el 8 de diciembre de 2007, día de la Inmaculada Concepción. Conjuntamente fue nombrado Obispo titular de Mades. Así se convirtió en el primer obispo dominicano proveniente de la Congregación de los Misioneros del Sagrado Corazón.
Habla español, latín, francés, inglés, italiano, papiamento y tiene conocimiento de portugués y holandés. 
En su Congregación, ha ocupado los siguientes cargos: 
- Director del Pastoral Vocacional (1985-1988/1995-1998)
- Director de la Hermandad del Corazón de Jesús (1996-2001)
- Superior del Centro Vocacional (1980-1982)
- Superior de la Zona de Nagua (1992-1995)
- Superior del Centro Monte de Oración (1995-1999)
- Superior de la Zona de Santo Domingo (2000-2003)
- Maestro de los novicios (1979-1985)
- Miembro del Consejo Provincial (1972-1985)
- Vicario provincial (1994-1997/2000-2003)
- Secretario del Consejo Provincial (1982-1985)
- Ecónomo provincial (2000-2003)
- Párroco de la Parroquia de Santa María, en la misión de Curazao (1990-1993)
- Párroco de la Parroquia Nuestra Señora del Sagrado Corazón y Divino Niño, en Santo Domingo (2001-2003)
- Director de la Casa de Espiritualidad de San Víctor, Moca (1985-1988).
- Párroco de la Parroquia-Santuario de Nuestra Señora del Altagracia,  Santiago de los Caballeros
- Director del Apostolado del Sagrado Corazón, Santiago de los Caballeros.

El 2 de febrero de 2018, el papa Francisco acepta su renuncia presentada por motivos de edad, pasando a ser obispo emérito.